# Benito Nardone Cetrulo
Benito Nardone Cetrulo (Montevideo, 22 novembre 1906 – Montevideo, 25 marzo 1964) è stato un politico uruguaiano, presidente del Consiglio Nazionale di Governo dell'Uruguay dal 1º marzo 1960 al 1º marzo 1961, carica equivalente a quella di Presidente della Repubblica.

## Biografia
Figlio di Nicola Antonio Nardone, un modesto immigrante italiano di Gaeta, dopo le scuole superiori divenne giornalista. Si guadagnò ampia fama come commentatore per la stazione radiofonica CX4 Radio Rural con il soprannome di "Chico Tazo", per i suoi commenti politici anticomunisti dai toni forti e aggressivi. Le sue trasmissioni radiofoniche erano principalmente rivolte ai contadini: piccoli proprietari e affittuari. Rivolgendosi a loro, Nardone promuoveva riforme agrarie basate sulla ridistribuzione della terra attraverso il frazionamento dei latifondi.
Ebbe una carriera politica rapidissima: fondatore della Liga Federal de Acción Ruralista (LFAR), Lega Federale Ruralista d'Azione, si alleò con il Partido Blanco in occasione delle elezioni del 1958. Grazie al suo appoggio il partito Blanco tornò al governo. Fu membro di spicco del Partido Nacional Blanco (Partito Nazionale Bianco), una fazione politica conservatrice con un'ala centrista contrapposto al Partido Colorado della borghesia progressista.

## Curiosità

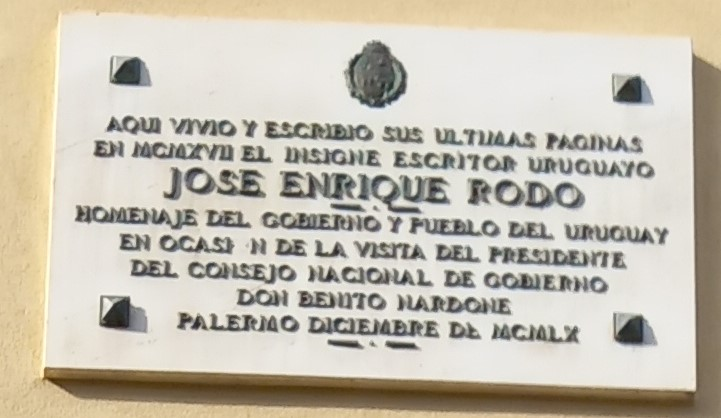
Lapide in lingua spagnola a Palermo

- Si ricorda una visita ufficiale di Nardone in Italia nel 1960. La visita viene ricordata in particolare a Limido Comasco e a Gaeta dove il 1º dicembre inaugurò un monumento dello scultore Eugenio Prati (1890 - 1979) dedicato a José Gervasio Artigas, padre dell'indipendenza uruguaiana.

Il comune di Gaeta lo fece cittadino onorario, in ricordo del padre Nicola Antonio che verso la fine dellOttocento lasciò Gaeta alla volta dell'Uruguay alla ricerca di una miglior fortuna.
- A Palermo pose una lapide, all'Hotel des Palmes in memoria del poeta uruguayano José Enrique Rodó. Qui lo scrittore visse gli ultimi giorni della sua vita.